# Llista de topònims de la Bisbal d'Empordà
Llista de topònims (noms propis de lloc) del municipi de la Bisbal d'Empordà, al Baix Empordà
Informació actualitzada per un bot. Els canvis manuals es perdran quan s'actualitzi!

## casa
| imatge | Nom                           | Ubicat a            | instància de | Detalls                                  | coordenades                                                                | Protecció                                  | Commons (més fotos)               | Dades a WD                    |
| ------ | ----------------------------- | ------------------- | ------------ | ---------------------------------------- | -------------------------------------------------------------------------- | ------------------------------------------ | --------------------------------- | ----------------------------- |
|        | casa Miquel                   | la Bisbal d'Empordà | casa         | Estil: arquitectura barroca 18th century | 41° 57′ 35″ N, 3° 02′ 18″ E / 41.9598°N,3.03824°E ca:Pl. Major, 17 36 msnm | bé cultural d'interès local                | Casa Miquel (la Bisbal d'Empordà) | Modifica les dades a Wikidata |
|        | habitatge al carrer Ample, 34 | la Bisbal d'Empordà | casa         | Estil: arquitectura popular 19th century | 41° 57′ 33″ N, 3° 02′ 20″ E / 41.95928°N,3.03899°E ca:C. Ample, 34 38 msnm | bé integrant del patrimoni cultural català | Habitatge al carrer Ample, 34     | Modifica les dades a Wikidata |

## castell
| imatge | Nom                  | Ubicat a            | instància de            | Detalls                      | coordenades                                                                       | Protecció                                            | Commons (més fotos)              | Dades a WD                    |
| ------ | -------------------- | ------------------- | ----------------------- | ---------------------------- | --------------------------------------------------------------------------------- | ---------------------------------------------------- | -------------------------------- | ----------------------------- |
|        | castell d'Empordà    | Castell d'Empordà   | castell                 | Estil: arquitectura gòtica   | 41° 58′ 42″ N, 3° 02′ 39″ E / 41.978301°N,3.044066°E ca:Castell d'Empordà 39 msnm | bé d'interès cultural bé cultural d'interès nacional | Castell d'Empordà (fortificació) | Modifica les dades a Wikidata |
|        | castell de la Bisbal | la Bisbal d'Empordà | castell palau episcopal | Estil: arquitectura romànica | 41° 57′ 34″ N, 3° 02′ 14″ E / 41.959417°N,3.037257°E ca:Plaça del Castell         | bé d'interès cultural bé cultural d'interès nacional | Castell Palau de la Bisbal       | Modifica les dades a Wikidata |

## curs d'aigua
| imatge | Nom             | Ubicat a                                                        | instància de     | Detalls                                    | coordenades                                                                                               | Protecció | Commons (més fotos) | Dades a WD                    |
| ------ | --------------- | --------------------------------------------------------------- | ---------------- | ------------------------------------------ | --- | --------- | ------------------- | ----------------------------- |
|        | Daró            | Baix Empordà                                                    | curs d'aigua riu | Desemboca: Ter Llarg: 43km Conca: 319.8km² | 41° 53′ 09″ N, 2° 58′ 22″ E / 41.885791°N,2.972687°E 42° 02′ 15″ N, 3° 07′ 05″ E / 42.037622°N,3.118117°E |           | Daró                | Modifica les dades a Wikidata |
|        | riera del Vilar | Cruïlles, Monells i Sant Sadurní de l'Heura la Bisbal d'Empordà | curs d'aigua     | Desemboca: Daró                            | 41° 53′ 53″ N, 3° 03′ 49″ E / 41.898°N,3.06358°E                                                          |           |                     | Modifica les dades a Wikidata |

## edifici
| imatge | Nom                                            | Ubicat a            | instància de                       | Detalls                                                             | coordenades                                                                                                | Protecció                                  | Commons (més fotos)                      | Dades a WD                    |
| ------ | ---------------------------------------------- | ------------------- | ---------------------------------- | ------------------------------------------------------------------- | --- | ------------------------------------------ | ---------------------------------------- | ----------------------------- |
|        | Ajuntament Vell de la Bisbal d'Empordà         | la Bisbal d'Empordà | edifici                            | Estil: noucentisme                                                  | 41° 57′ 36″ N, 3° 02′ 21″ E / 41.9601°N,3.0392°E                                                           | bé integrant del patrimoni cultural català | Ajuntament Vell (la Bisbal d'Empordà)    | Modifica les dades a Wikidata |
|        | Barraca Fina                                   | la Bisbal d'Empordà | edifici borda                      |                                                                     | 41° 56′ 53″ N, 3° 01′ 52″ E / 41.9479259594543°N,3.0311756842745°E                                         |                                            |                                          | Modifica les dades a Wikidata |
|        | Ca l'Alenyà                                    | la Bisbal d'Empordà | edifici                            |                                                                     | 41° 57′ 34″ N, 3° 01′ 39″ E / 41.95937840468787°N,3.027591705322266°E                                      |                                            |                                          | Modifica les dades a Wikidata |
|        | Ca la Maria del Puig                           | la Bisbal d'Empordà | edifici                            |                                                                     | 41° 57′ 48″ N, 3° 01′ 42″ E / 41.96321578735252°N,3.0283105373382573°E                                     |                                            |                                          | Modifica les dades a Wikidata |
|        | Ca n'Ametller                                  | la Bisbal d'Empordà | edifici                            |                                                                     | 41° 56′ 32″ N, 3° 03′ 01″ E / 41.94214323440397°N,3.050401210784912°E                                      |                                            |                                          | Modifica les dades a Wikidata |
|        | Cal Cosinet                                    | la Bisbal d'Empordà | edifici masia                      |                                                                     | 41° 55′ 54″ N, 3° 02′ 07″ E / 41.9315594432606°N,3.03541347016703°E                                        |                                            |                                          | Modifica les dades a Wikidata |
|        | Cal Lloberes                                   | la Bisbal d'Empordà | edifici masia                      |                                                                     | 41° 55′ 38″ N, 3° 01′ 52″ E / 41.9272734317365°N,3.03122593233426°E                                        |                                            |                                          | Modifica les dades a Wikidata |
|        | Cal Monjo                                      | la Bisbal d'Empordà | edifici                            |                                                                     | 41° 56′ 48″ N, 3° 02′ 45″ E / 41.94669983670805°N,3.0457770824432373°E                                     |                                            |                                          | Modifica les dades a Wikidata |
|        | Cal Quinto                                     | la Bisbal d'Empordà | edifici                            |                                                                     | 41° 57′ 01″ N, 3° 02′ 00″ E / 41.950210831740826°N,3.033320903778076°E                                     |                                            |                                          | Modifica les dades a Wikidata |
|        | Cal Tremendo                                   | la Bisbal d'Empordà | edifici masia                      |                                                                     | 41° 55′ 37″ N, 3° 01′ 51″ E / 41.9270483600357°N,3.03086399381663°E                                        |                                            |                                          | Modifica les dades a Wikidata |
|        | Cals Americanos                                | la Bisbal d'Empordà | edifici                            | Arquitecte: Martí Sureda i Deulovol Estil: arquitectura eclèctica   | 41° 57′ 53″ N, 3° 02′ 06″ E / 41.9647°N,3.03489°E ca:Carrer de l'Aigüeta, 78                               | bé cultural d'interès local                | Cals Americanos                          | Modifica les dades a Wikidata |
|        | Can Barrina                                    | la Bisbal d'Empordà | edifici masia                      |                                                                     | 41° 55′ 37″ N, 3° 01′ 53″ E / 41.9270482194643°N,3.03138261497468°E                                        |                                            |                                          | Modifica les dades a Wikidata |
|        | Can Bertran                                    | la Bisbal d'Empordà | edifici masia                      |                                                                     | 41° 58′ 33″ N, 3° 02′ 24″ E / 41.9758890792832°N,3.04009710298882°E                                        |                                            |                                          | Modifica les dades a Wikidata |
|        | Can Boy                                        | la Bisbal d'Empordà | edifici                            | Arquitecte: Martí Sureda i Deulovol Estil: arquitectura eclèctica   | 41° 57′ 49″ N, 3° 02′ 10″ E / 41.9637°N,3.03618°E                                                          | bé integrant del patrimoni cultural català | Can Boy                                  | Modifica les dades a Wikidata |
|        | Can Ciurana                                    | la Bisbal d'Empordà | edifici                            | Estil: arquitectura popular                                         | 41° 57′ 31″ N, 3° 02′ 18″ E / 41.95861°N,3.03826°E                                                         | bé cultural d'interès local                |                                          | Modifica les dades a Wikidata |
|        | Can Coia                                       | la Bisbal d'Empordà | edifici                            |                                                                     | 41° 57′ 36″ N, 3° 01′ 46″ E / 41.96006452333573°N,3.029351234436035°E                                      |                                            |                                          | Modifica les dades a Wikidata |
|        | Can Deulofeu                                   | la Bisbal d'Empordà | edifici                            |                                                                     | 41° 56′ 39″ N, 3° 03′ 06″ E / 41.94428192542561°N,3.0516028404235844°E                                     |                                            |                                          | Modifica les dades a Wikidata |
|        | Can Fanals                                     | la Bisbal d'Empordà | edifici                            |                                                                     | 41° 57′ 11″ N, 3° 01′ 56″ E / 41.953003530612115°N,3.032087087631226°E                                     |                                            |                                          | Modifica les dades a Wikidata |
|        | Can Figueres                                   | la Bisbal d'Empordà | edifici                            |                                                                     | 41° 56′ 56″ N, 3° 02′ 06″ E / 41.94902190280396°N,3.034930229187012°E                                      |                                            |                                          | Modifica les dades a Wikidata |
|        | Can Gallaret                                   | la Bisbal d'Empordà | edifici masia                      |                                                                     | 41° 55′ 43″ N, 3° 03′ 25″ E / 41.9287317002479°N,3.05686891547388°E                                        |                                            |                                          | Modifica les dades a Wikidata |
|        | Can Genís                                      | la Bisbal d'Empordà | edifici masia                      |                                                                     | 41° 58′ 27″ N, 3° 03′ 51″ E / 41.974063423327°N,3.0640506278296°E                                          |                                            |                                          | Modifica les dades a Wikidata |
|        | Can Maruny                                     | la Bisbal d'Empordà | edifici                            |                                                                     | 41° 56′ 59″ N, 3° 02′ 10″ E / 41.949763988566815°N,3.0362176895141606°E                                    |                                            |                                          | Modifica les dades a Wikidata |
|        | Can Marunyet                                   | la Bisbal d'Empordà | edifici masia                      |                                                                     | 41° 55′ 42″ N, 3° 01′ 47″ E / 41.9283456449085°N,3.02969468241154°E                                        |                                            |                                          | Modifica les dades a Wikidata |
|        | Can Mates                                      | la Bisbal d'Empordà | edifici masia                      |                                                                     | 41° 55′ 53″ N, 3° 02′ 10″ E / 41.9312529836662°N,3.03614906745267°E                                        |                                            |                                          | Modifica les dades a Wikidata |
|        | Can Matller                                    | la Bisbal d'Empordà | edifici                            |                                                                     | 41° 56′ 58″ N, 3° 02′ 10″ E / 41.94950864820392°N,3.0360996723175053°E                                     |                                            |                                          | Modifica les dades a Wikidata |
|        | Can Mirameu                                    | la Bisbal d'Empordà | edifici masia                      |                                                                     | 41° 54′ 40″ N, 3° 02′ 28″ E / 41.9110310733795°N,3.04109347044961°E                                        |                                            |                                          | Modifica les dades a Wikidata |
|        | Can Miremeu                                    | la Bisbal d'Empordà | edifici                            |                                                                     | 41° 57′ 05″ N, 3° 02′ 22″ E / 41.95132792597207°N,3.0393934249877934°E                                     |                                            |                                          | Modifica les dades a Wikidata |
|        | Can Peixater                                   | la Bisbal d'Empordà | edifici masia                      |                                                                     | 41° 58′ 49″ N, 3° 02′ 49″ E / 41.980254684734°N,3.04706480496027°E                                         |                                            |                                          | Modifica les dades a Wikidata |
|        | Can Pere Pau                                   | la Bisbal d'Empordà | edifici masia                      |                                                                     | 41° 55′ 56″ N, 3° 02′ 14″ E / 41.932225329116°N,3.03735580985063°E                                         |                                            |                                          | Modifica les dades a Wikidata |
|        | Can Platja                                     | la Bisbal d'Empordà | edifici masia                      |                                                                     | 41° 58′ 17″ N, 3° 03′ 06″ E / 41.9713540582807°N,3.05171700707245°E                                        |                                            |                                          | Modifica les dades a Wikidata |
|        | Can Puignau                                    | la Bisbal d'Empordà | edifici masia                      |                                                                     | 41° 54′ 48″ N, 3° 02′ 57″ E / 41.9132436128815°N,3.04907752347633°E                                        |                                            |                                          | Modifica les dades a Wikidata |
|        | Can Rafelet                                    | la Bisbal d'Empordà | edifici masia                      |                                                                     | 41° 55′ 25″ N, 3° 01′ 55″ E / 41.9236795226246°N,3.03195985972178°E                                        |                                            |                                          | Modifica les dades a Wikidata |
|        | Can Rauric                                     | la Bisbal d'Empordà | edifici masia                      |                                                                     | 41° 56′ 38″ N, 3° 02′ 06″ E / 41.9439439099776°N,3.03487743607206°E                                        |                                            |                                          | Modifica les dades a Wikidata |
|        | Can Reixac                                     | la Bisbal d'Empordà | edifici masia                      |                                                                     | 41° 59′ 00″ N, 3° 02′ 54″ E / 41.9832804476789°N,3.04823797501846°E                                        |                                            |                                          | Modifica les dades a Wikidata |
|        | Can Ribot                                      | la Bisbal d'Empordà | edifici masia                      |                                                                     | 41° 56′ 09″ N, 3° 02′ 26″ E / 41.9357368720151°N,3.04059063452973°E                                        |                                            |                                          | Modifica les dades a Wikidata |
|        | Can Roca de Dalt                               | la Bisbal d'Empordà | edifici                            |                                                                     | 41° 56′ 29″ N, 3° 01′ 46″ E / 41.94148884446024°N,3.029437065124512°E                                      |                                            |                                          | Modifica les dades a Wikidata |
|        | Can Ros                                        | la Bisbal d'Empordà | edifici masia                      |                                                                     | 41° 56′ 35″ N, 3° 01′ 35″ E / 41.9429554602676°N,3.02626323273579°E                                        |                                            |                                          | Modifica les dades a Wikidata |
|        | Can Sais de la Riera                           | la Bisbal d'Empordà | edifici masia                      |                                                                     | 41° 55′ 04″ N, 3° 01′ 34″ E / 41.9177725244026°N,3.0262046681446°E                                         |                                            |                                          | Modifica les dades a Wikidata |
|        | Can Salamó                                     | la Bisbal d'Empordà | edifici                            | Estil: arquitectura neoclàssica                                     | 41° 57′ 31″ N, 3° 02′ 22″ E / 41.95859°N,3.03954°E                                                         | bé cultural d'interès local                |                                          | Modifica les dades a Wikidata |
|        | Can Salvà                                      | la Bisbal d'Empordà | edifici masia                      |                                                                     | 41° 55′ 56″ N, 3° 02′ 13″ E / 41.9322795257031°N,3.03687336370869°E                                        |                                            |                                          | Modifica les dades a Wikidata |
|        | Can Sellers                                    | la Bisbal d'Empordà | edifici masia                      |                                                                     | 41° 55′ 21″ N, 3° 01′ 53″ E / 41.9224547822286°N,3.03129594339028°E                                        |                                            |                                          | Modifica les dades a Wikidata |
|        | Can Tartor                                     | la Bisbal d'Empordà | edifici masia                      |                                                                     | 41° 54′ 07″ N, 3° 03′ 03″ E / 41.902016659069°N,3.0507168295932°E                                          |                                            |                                          | Modifica les dades a Wikidata |
|        | Can Trop                                       | la Bisbal d'Empordà | edifici masia                      |                                                                     | 41° 56′ 19″ N, 3° 01′ 48″ E / 41.9386223239571°N,3.02988039655927°E                                        |                                            |                                          | Modifica les dades a Wikidata |
|        | Can Veí                                        | la Bisbal d'Empordà | edifici                            | Estil: arquitectura popular                                         | 41° 57′ 33″ N, 3° 02′ 21″ E / 41.9591°N,3.03904°E                                                          | bé cultural d'interès local                | Can Veí (la Bisbal d'Empordà)            | Modifica les dades a Wikidata |
|        | Can Vidal                                      | la Bisbal d'Empordà | edifici                            |                                                                     | 41° 56′ 46″ N, 3° 02′ 26″ E / 41.94597367496723°N,3.040541410446167°E                                      |                                            |                                          | Modifica les dades a Wikidata |
|        | Casa Caramany                                  | la Bisbal d'Empordà | edifici                            | Estil: gòtic flamíger                                               | 41° 57′ 36″ N, 3° 02′ 15″ E / 41.9601°N,3.03762°E ca:Carrer de la Riera, 9-11                              | bé cultural d'interès local                | Casa Caramany (la Bisbal d'Empordà)      | Modifica les dades a Wikidata |
|        | Casa Pere Lloveras i Vidal                     | la Bisbal d'Empordà | edifici                            | Estil: noucentisme                                                  | 41° 57′ 57″ N, 3° 02′ 03″ E / 41.96585°N,3.03411°E                                                         | bé integrant del patrimoni cultural català |                                          | Modifica les dades a Wikidata |
|        | Casa de Cultura                                | la Bisbal d'Empordà | edifici                            | Estil: noucentisme                                                  | 41° 57′ 40″ N, 3° 02′ 17″ E / 41.96121°N,3.0381°E                                                          | bé integrant del patrimoni cultural català | Casa de Cultura (la Bisbal d'Empordà)    | Modifica les dades a Wikidata |
|        | Cinema Mundial                                 | la Bisbal d'Empordà | edifici teatre sala sala de cinema | Arquitecte: Martí Sureda i Vila Estil: arquitectura modernista 1914 | 41° 57′ 45″ N, 3° 02′ 15″ E / 41.9624°N,3.0376°E ca:Pg. Marimon Asprer, 9 ca:Passeig de Marimon Asprer, 10 | bé cultural d'interès local                | Cinema Mundial (la Bisbal d'Empordà)     | Modifica les dades a Wikidata |
|        | Drogueria Farreny                              | la Bisbal d'Empordà | edifici                            | Estil: arquitectura popular                                         | 41° 57′ 36″ N, 3° 02′ 16″ E / 41.96007°N,3.03773°E                                                         | bé integrant del patrimoni cultural català |                                          | Modifica les dades a Wikidata |
|        | Escoles públiques de la Bisbal d'Empordà       | la Bisbal d'Empordà | edifici                            | Estil: modernisme català arquitectura modernista                    | 41° 57′ 36″ N, 3° 02′ 21″ E / 41.96°N,3.03915°E                                                            | bé integrant del patrimoni cultural català | Escoles públiques de la Bisbal d'Empordà | Modifica les dades a Wikidata |
|        | Fàbrica la Terracotta                          | la Bisbal d'Empordà | edifici                            | Estil: arquitectura popular                                         | 41° 57′ 33″ N, 3° 02′ 39″ E / 41.95925°N,3.04427°E                                                         | bé integrant del patrimoni cultural català |                                          | Modifica les dades a Wikidata |
|        | Granges Vives                                  | la Bisbal d'Empordà | edifici granja                     |                                                                     | 41° 58′ 44″ N, 3° 03′ 31″ E / 41.9789253465211°N,3.05868795101595°E                                        |                                            |                                          | Modifica les dades a Wikidata |
|        | Granja Fita                                    | la Bisbal d'Empordà | edifici granja                     |                                                                     | 41° 56′ 42″ N, 3° 02′ 09″ E / 41.9450154239345°N,3.03581903891306°E                                        |                                            |                                          | Modifica les dades a Wikidata |
|        | Granja Ginesta                                 | la Bisbal d'Empordà | edifici granja                     |                                                                     | 41° 56′ 55″ N, 3° 01′ 47″ E / 41.948628882263°N,3.0296799635668°E                                          |                                            |                                          | Modifica les dades a Wikidata |
|        | Granja Plaja                                   | la Bisbal d'Empordà | edifici                            |                                                                     | 41° 56′ 30″ N, 3° 01′ 33″ E / 41.94154470727858°N,3.02574634552002°E                                       |                                            |                                          | Modifica les dades a Wikidata |
|        | Hospital de la Bisbal d'Empordà                | la Bisbal d'Empordà | edifici                            | Estil: barroc                                                       | 41° 57′ 30″ N, 3° 02′ 15″ E / 41.9583°N,3.03755°E                                                          | bé cultural d'interès local                | Hospital de la Bisbal d'Empordà          | Modifica les dades a Wikidata |
|        | Mas Anguera                                    | la Bisbal d'Empordà | edifici masia                      |                                                                     | 41° 57′ 19″ N, 3° 02′ 51″ E / 41.9553148509541°N,3.04762563341736°E                                        |                                            |                                          | Modifica les dades a Wikidata |
|        | Mas Baldirot                                   | la Bisbal d'Empordà | edifici masia                      |                                                                     | 41° 55′ 24″ N, 3° 01′ 41″ E / 41.9234103460062°N,3.02802807619151°E                                        |                                            |                                          | Modifica les dades a Wikidata |
|        | Mas Bonet                                      | la Bisbal d'Empordà | edifici masia                      |                                                                     | 41° 56′ 50″ N, 3° 02′ 36″ E / 41.947210493843°N,3.04330041766771°E                                         |                                            |                                          | Modifica les dades a Wikidata |
|        | Mas Canyà                                      | la Bisbal d'Empordà | edifici                            |                                                                     | 41° 57′ 18″ N, 3° 01′ 59″ E / 41.95502217674889°N,3.0329239368438725°E                                     |                                            |                                          | Modifica les dades a Wikidata |
|        | Mas Cases                                      | la Bisbal d'Empordà | edifici masia                      |                                                                     | 41° 58′ 48″ N, 3° 03′ 25″ E / 41.9799349718398°N,3.05695066371488°E                                        |                                            |                                          | Modifica les dades a Wikidata |
|        | Mas Castelló                                   | la Bisbal d'Empordà | edifici masia                      |                                                                     | 41° 55′ 32″ N, 3° 01′ 44″ E / 41.9256258332963°N,3.02876474798908°E                                        |                                            |                                          | Modifica les dades a Wikidata |
|        | Mas Cendra                                     | la Bisbal d'Empordà | edifici masia                      |                                                                     | 41° 56′ 41″ N, 3° 01′ 39″ E / 41.944648421929°N,3.02757893351469°E ca:Ctra. de Calonge GI-660, km 2        |                                            |                                          | Modifica les dades a Wikidata |
|        | Mas Clarà                                      | la Bisbal d'Empordà | edifici masia                      |                                                                     | 41° 58′ 01″ N, 3° 02′ 19″ E / 41.9670719738189°N,3.03873990109734°E                                        |                                            |                                          | Modifica les dades a Wikidata |
|        | Mas Estravau                                   | la Bisbal d'Empordà | edifici                            |                                                                     | 41° 55′ 54″ N, 3° 01′ 33″ E / 41.93172007920179°N,3.0257785320281987°E                                     |                                            |                                          | Modifica les dades a Wikidata |
|        | Mas Ferreros                                   | la Bisbal d'Empordà | edifici masia                      |                                                                     | 41° 56′ 27″ N, 3° 01′ 36″ E / 41.9407667037999°N,3.02675693986962°E                                        |                                            |                                          | Modifica les dades a Wikidata |
|        | Mas Figueró                                    | Castell d'Empordà   | edifici                            | Estil: arquitectura popular                                         | 41° 58′ 47″ N, 3° 02′ 41″ E / 41.97966°N,3.04468°E                                                         | bé integrant del patrimoni cultural català | Mas Figueró                              | Modifica les dades a Wikidata |
|        | Mas Gastó                                      | la Bisbal d'Empordà | edifici masia                      |                                                                     | 41° 56′ 02″ N, 3° 02′ 38″ E / 41.9338172098959°N,3.04390653164761°E                                        |                                            |                                          | Modifica les dades a Wikidata |
|        | Mas Marcó                                      | la Bisbal d'Empordà | edifici masia                      |                                                                     | 41° 54′ 36″ N, 3° 02′ 06″ E / 41.909979290922°N,3.03501569235296°E                                         |                                            |                                          | Modifica les dades a Wikidata |
|        | Mas Marquès                                    | la Bisbal d'Empordà | edifici masia                      |                                                                     | 41° 58′ 23″ N, 3° 02′ 56″ E / 41.9730305537739°N,3.04886993072127°E                                        |                                            |                                          | Modifica les dades a Wikidata |
|        | Mas Molí Moret                                 | la Bisbal d'Empordà | edifici masia                      |                                                                     | 41° 58′ 30″ N, 3° 03′ 22″ E / 41.9749096085536°N,3.05618577753385°E                                        |                                            |                                          | Modifica les dades a Wikidata |
|        | Mas Pere Pau                                   | la Bisbal d'Empordà | edifici masia                      |                                                                     | 41° 57′ 06″ N, 3° 02′ 59″ E / 41.9516031326423°N,3.04984293821818°E                                        |                                            |                                          | Modifica les dades a Wikidata |
|        | Mas Peretes                                    | la Bisbal d'Empordà | edifici                            |                                                                     | 41° 57′ 07″ N, 3° 02′ 23″ E / 41.951990194022684°N,3.0397474765777592°E                                    |                                            |                                          | Modifica les dades a Wikidata |
|        | Mas Petit                                      | la Bisbal d'Empordà | edifici                            |                                                                     | 41° 56′ 29″ N, 3° 02′ 58″ E / 41.94132125571153°N,3.049521446228028°E                                      |                                            |                                          | Modifica les dades a Wikidata |
|        | Mas Pica                                       | la Bisbal d'Empordà | edifici                            |                                                                     | 41° 56′ 21″ N, 3° 02′ 33″ E / 41.9391904460767°N,3.0426013469696045°E                                      |                                            |                                          | Modifica les dades a Wikidata |
|        | Mas Pou                                        | la Bisbal d'Empordà | edifici                            |                                                                     | 41° 57′ 41″ N, 3° 01′ 41″ E / 41.96128515801642°N,3.0279672145843506°E                                     |                                            |                                          | Modifica les dades a Wikidata |
|        | Mas Rigau                                      | la Bisbal d'Empordà | edifici masia                      |                                                                     | 41° 59′ 18″ N, 3° 02′ 50″ E / 41.9884687407896°N,3.04717950771025°E                                        |                                            |                                          | Modifica les dades a Wikidata |
|        | Mas Ripoll                                     | la Bisbal d'Empordà | edifici                            |                                                                     | 41° 56′ 29″ N, 3° 01′ 34″ E / 41.94147288364598°N,3.02598237991333°E                                       |                                            |                                          | Modifica les dades a Wikidata |
|        | Mas Roure                                      | la Bisbal d'Empordà | edifici masia                      |                                                                     | 41° 56′ 28″ N, 3° 02′ 22″ E / 41.941089822905845°N,3.039307594299317°E                                     |                                            |                                          | Modifica les dades a Wikidata |
|        | Mas Ruart                                      | la Bisbal d'Empordà | edifici                            |                                                                     | 41° 56′ 18″ N, 3° 01′ 29″ E / 41.938328525324955°N,3.024705648422241°E                                     |                                            |                                          | Modifica les dades a Wikidata |
|        | Mas Saüc                                       | la Bisbal d'Empordà | edifici masia                      |                                                                     | 41° 56′ 47″ N, 3° 01′ 40″ E / 41.9464047241526°N,3.02764001346821°E                                        |                                            |                                          | Modifica les dades a Wikidata |
|        | Mas les Voltes                                 | la Bisbal d'Empordà | edifici masia                      |                                                                     | 41° 58′ 25″ N, 3° 02′ 59″ E / 41.9735706351811°N,3.04961866691894°E                                        |                                            |                                          | Modifica les dades a Wikidata |
|        | Mobles Matarrodona                             | la Bisbal d'Empordà | edifici                            | Estil: noucentisme                                                  | 41° 57′ 47″ N, 3° 02′ 09″ E / 41.96318°N,3.03577°E                                                         | bé integrant del patrimoni cultural català |                                          | Modifica les dades a Wikidata |
|        | Oficina per a la Caixa de Pensions i d'Estalvi | la Bisbal d'Empordà | edifici                            | Estil: noucentisme                                                  | 41° 57′ 40″ N, 3° 02′ 20″ E / 41.96106°N,3.03876°E                                                         | bé integrant del patrimoni cultural català |                                          | Modifica les dades a Wikidata |
|        | Torre Moreneta                                 | la Bisbal d'Empordà | edifici masia                      |                                                                     | 41° 58′ 18″ N, 3° 01′ 42″ E / 41.9717585371764°N,3.02820616368878°E                                        |                                            |                                          | Modifica les dades a Wikidata |
|        | Torre Valentina                                | la Bisbal d'Empordà | edifici masia                      |                                                                     | 41° 56′ 46″ N, 3° 01′ 53″ E / 41.946156386298°N,3.0314486875475°E                                          |                                            |                                          | Modifica les dades a Wikidata |
|        | Torre d'en Ronsard                             | la Bisbal d'Empordà | edifici masia                      |                                                                     | 41° 56′ 27″ N, 3° 02′ 24″ E / 41.940749761538°N,3.0398904283837°E                                          |                                            |                                          | Modifica les dades a Wikidata |
|        | edifici a la plaça Major 18                    | la Bisbal d'Empordà | edifici                            | Estil: arquitectura popular                                         | 41° 57′ 36″ N, 3° 02′ 17″ E / 41.96001°N,3.03803°E                                                         | bé cultural d'interès local                |                                          | Modifica les dades a Wikidata |
|        | edifici al carrer del Bisbe 6                  | la Bisbal d'Empordà | edifici                            | Estil: arquitectura popular                                         | 41° 57′ 35″ N, 3° 02′ 14″ E / 41.95965°N,3.03732°E                                                         | bé cultural d'interès local                |                                          | Modifica les dades a Wikidata |
|        | edifici d'habitatges al carrer Raval 1-5       | la Bisbal d'Empordà | edifici edifici residencial        |                                                                     | 41° 57′ 33″ N, 3° 02′ 21″ E / 41.95922°N,3.03906°E                                                         | bé cultural d'interès local                |                                          | Modifica les dades a Wikidata |
|        | edifici d'habitatges i Volta de la Mel         | la Bisbal d'Empordà | edifici edifici residencial        | Estil: arquitectura popular                                         | 41° 57′ 35″ N, 3° 02′ 19″ E / 41.95974°N,3.03852°E                                                         | bé cultural d'interès local                |                                          | Modifica les dades a Wikidata |
|        | l'Entrebanc                                    | la Bisbal d'Empordà | edifici masia                      |                                                                     | 41° 56′ 27″ N, 3° 01′ 43″ E / 41.9407482272756°N,3.02867503501913°E                                        |                                            |                                          | Modifica les dades a Wikidata |
|        | la Barraca                                     | la Bisbal d'Empordà | edifici masia                      |                                                                     | 41° 59′ 18″ N, 3° 02′ 38″ E / 41.9884339935136°N,3.04395611423528°E                                        |                                            |                                          | Modifica les dades a Wikidata |
|        | la Casa Nova de Sant Pol                       | la Bisbal d'Empordà | edifici masia                      |                                                                     | 41° 56′ 29″ N, 3° 01′ 44″ E / 41.9413245993704°N,3.02891656622436°E                                        |                                            |                                          | Modifica les dades a Wikidata |
|        | la Torre Bisbal                                | la Bisbal d'Empordà | edifici                            |                                                                     | 41° 57′ 44″ N, 3° 02′ 09″ E / 41.9622182728117°N,3.03590107751593°E                                        |                                            |                                          | Modifica les dades a Wikidata |
|        | les Voltes de la Bisbal                        | la Bisbal d'Empordà | edifici                            | Estil: arquitectura neoclàssica                                     | 41° 57′ 40″ N, 3° 02′ 21″ E / 41.961°N,3.03909°E                                                           | bé cultural d'interès local                | Les Voltes de la Bisbal                  | Modifica les dades a Wikidata |
|        | seu del Consell Comarcal del Baix Empordà      | la Bisbal d'Empordà | edifici                            |                                                                     | 41° 57′ 31″ N, 3° 02′ 22″ E / 41.9585423718576°N,3.03942254769712°E                                        |                                            |                                          | Modifica les dades a Wikidata |

## entitat singular de població
| imatge | Nom                 | Ubicat a            | instància de                                                                   | Detalls                    | coordenades                                                                    | Protecció | Commons (més fotos) | Dades a WD                    |
| ------ | ------------------- | ------------------- | ------------------------------------------------------------------------------ | -------------------------- | ------------------------------------------------------------------------------ | --------- | ------------------- | ----------------------------- |
|        | Castell d'Empordà   | la Bisbal d'Empordà | entitat singular de població ens local històric de Catalunya                   | 44 hab Superfície: 5.28km² | 41° 58′ 42″ N, 3° 02′ 39″ E / 41.9783°N,3.0440694444444°E 75 msnm              |           | Castell d'Empordà   | Modifica les dades a Wikidata |
|        | Sant Pol            | la Bisbal d'Empordà | entitat singular de població ens local històric de Catalunya                   | 41 hab                     | 41° 55′ 44″ N, 3° 02′ 10″ E / 41.92884444°N,3.03600278°E 39 msnm               |           |                     | Modifica les dades a Wikidata |
|        | la Bisbal d'Empordà | la Bisbal d'Empordà | entitat singular de població ens local històric de Catalunya capital municipal | 11552 hab                  | 41° 57′ 32″ N, 3° 02′ 16″ E / 41.95901194444444°N,3.0377830555555554°E 35 msnm |           |                     | Modifica les dades a Wikidata |

## església
| imatge | Nom                                 | Ubicat a            | instància de     | Detalls                            | coordenades                                                               | Protecció                                  | Commons (més fotos)                                       | Dades a WD                    |
| ------ | ----------------------------------- | ------------------- | ---------------- | ---------------------------------- | ------------------------------------------------------------------------- | ------------------------------------------ | --------------------------------------------------------- | ----------------------------- |
|        | Sant Martí de Llaneres              | Castell d'Empordà   | església         | Estil: gòtic tardà                 | 41° 58′ 51″ N, 3° 03′ 08″ E / 41.9807°N,3.0521°E 34 msnm                  | bé integrant del patrimoni cultural català | Sant Martí de Llaneres                                    | Modifica les dades a Wikidata |
|        | Santa Llúcia                        | la Bisbal d'Empordà | església ermita  | 1717 Dedicat a: Llúcia de Siracusa | 41° 54′ 44″ N, 3° 02′ 40″ E / 41.91227310023069°N,3.04441196812709°E      |                                            | Santa Llúcia de l'Arboç                                   | Modifica les dades a Wikidata |
|        | Santa Maria de la Bisbal d'Empordà  | la Bisbal d'Empordà | església         | Estil: barroc                      | 41° 57′ 36″ N, 3° 02′ 19″ E / 41.9601°N,3.03854°E                         | bé cultural d'interès local                | Santa Maria de la Bisbal d'Empordà                        | Modifica les dades a Wikidata |
|        | capella de la Mare de Déu del Remei | Castell d'Empordà   | església capella | Estil: arquitectura popular        | 41° 58′ 40″ N, 3° 02′ 39″ E / 41.9778°N,3.0442°E                          | bé integrant del patrimoni cultural català | Capella de la Mare de Déu del Remei (la Bisbal d'Empordà) | Modifica les dades a Wikidata |
|        | església de Sant Pol de la Bisbal   | la Bisbal d'Empordà | església         |                                    | 41° 55′ 46″ N, 3° 02′ 10″ E / 41.9295°N,3.03602°E                         | bé integrant del patrimoni cultural català | Sant Pol de la Bisbal                                     | Modifica les dades a Wikidata |
|        | església de la Pietat               | la Bisbal d'Empordà | església         | Estil: barroc                      | 41° 57′ 31″ N, 3° 02′ 16″ E / 41.9585°N,3.03788°E ca:Plaça Benet Mercader | bé cultural d'interès local                | Església de la Pietat (la Bisbal d'Empordà)               | Modifica les dades a Wikidata |
|        | església dels Dolors                | la Bisbal d'Empordà | església         | Estil: barroc                      | 41° 57′ 32″ N, 3° 02′ 27″ E / 41.9589°N,3.0409°E ca:Carrer Nou, 11        | bé cultural d'interès local                | Església dels Dolors (la Bisbal d'Empordà)                | Modifica les dades a Wikidata |

## masia
| imatge | Nom       | Ubicat a            | instància de | Detalls                     | coordenades                                                                    | Protecció                   | Commons (més fotos)            | Dades a WD                    |
| ------ | --------- | ------------------- | ------------ | --------------------------- | ------------------------------------------------------------------------------ | --------------------------- | ------------------------------ | ----------------------------- |
|        | Can Llac  | la Bisbal d'Empordà | masia        | Estil: arquitectura popular | 41° 57′ 46″ N, 3° 02′ 21″ E / 41.96266°N,3.03906°E ca:Carrer d'Agustí Font, 12 | bé cultural d'interès local | Can Llac (la Bisbal d'Empordà) | Modifica les dades a Wikidata |
|        | Mas Prats | la Bisbal d'Empordà | masia        |                             | 41° 55′ 55″ N, 3° 02′ 14″ E / 41.931955°N,3.037319°E                           |                             |                                | Modifica les dades a Wikidata |

## molí d'aigua
| imatge | Nom               | Ubicat a            | instància de | Detalls               | coordenades                                                                                | Protecció                      | Commons (més fotos)                    | Dades a WD                    |
| ------ | ----------------- | ------------------- | ------------ | --------------------- | ------------------------------------------------------------------------------------------ | ------------------------------ | -------------------------------------- | ----------------------------- |
|        | Molí de Massaller | la Bisbal d'Empordà | molí d'aigua |                       | 41° 56′ 22″ N, 3° 01′ 30″ E / 41.93947775040512°N,3.0250060558319096°E                     |                                |                                        | Modifica les dades a Wikidata |
|        | Molí de la Torre  | la Bisbal d'Empordà | molí d'aigua | Estil: gòtic flamíger | 41° 58′ 24″ N, 3° 01′ 42″ E / 41.9733°N,3.028427°E ca:Ctra. C-66 (direcció Corçà) km. 11,8 | bé cultural d'interès nacional | Molí de la Torre (la Bisbal d'Empordà) | Modifica les dades a Wikidata |
|        | Molí del Senyor   | la Bisbal d'Empordà | molí d'aigua |                       | 41° 59′ 04″ N, 3° 02′ 46″ E / 41.9845241954262°N,3.04623499503989°E                        |                                |                                        | Modifica les dades a Wikidata |

## muntanya
| imatge | Nom             | Ubicat a                                             | instància de | Detalls | coordenades                                                         | Protecció | Commons (més fotos) | Dades a WD                    |
| ------ | --------------- | ---------------------------------------------------- | ------------ | ------- | ------------------------------------------------------------------- | --------- | ------------------- | ----------------------------- |
|        | Puig d'en Vidal | Ullastret la Bisbal d'Empordà                        | muntanya     |         | 41° 59′ 11″ N, 3° 03′ 25″ E / 41.986525°N,3.05684444°E 103.5 msnm   |           |                     | Modifica les dades a Wikidata |
|        | Puig de Forques | la Bisbal d'Empordà                                  | muntanya     |         | 41° 55′ 58″ N, 3° 03′ 14″ E / 41.93276667°N,3.05388611°E 201.7 msnm |           |                     | Modifica les dades a Wikidata |
|        | Puig de Rambols | Vulpellac, Fonteta i Peratallada la Bisbal d'Empordà | muntanya     |         | 41° 55′ 18″ N, 3° 03′ 21″ E / 41.9216°N,3.05574°E 245.8 msnm        |           |                     | Modifica les dades a Wikidata |

## muralla urbana
| imatge | Nom                                   | Ubicat a            | instància de   | Detalls                     | coordenades                                                  | Protecció                      | Commons (més fotos)                   | Dades a WD                    |
| ------ | ------------------------------------- | ------------------- | -------------- | --------------------------- | ------------------------------------------------------------ | ------------------------------ | ------------------------------------- | ----------------------------- |
|        | Muralla de Castell d'Empordà          | Castell d'Empordà   | muralla urbana |                             | 41° 58′ 45″ N, 3° 02′ 38″ E / 41.979079°N,3.043951°E         | bé cultural d'interès nacional | Muralla de Castell d'Empordà          | Modifica les dades a Wikidata |
|        | muralla de l'antic nucli de la Bisbal | la Bisbal d'Empordà | muralla urbana | Estil: arquitectura popular | 41° 57′ 37″ N, 3° 02′ 15″ E / 41.960197°N,3.037548°E 35 msnm | bé cultural d'interès nacional | Muralla de l'antic nucli de la Bisbal | Modifica les dades a Wikidata |

## nucli de població
| imatge | Nom                   | Ubicat a            | instància de      | Detalls | coordenades                                                         | Protecció | Commons (més fotos) | Dades a WD                    |
| ------ | --------------------- | ------------------- | ----------------- | ------- | ------------------------------------------------------------------- | --------- | ------------------- | ----------------------------- |
|        | el Puig de Sant Ramon | la Bisbal d'Empordà | nucli de població |         | 41° 58′ 04″ N, 3° 02′ 46″ E / 41.9677807794366°N,3.04611426867115°E |           |                     | Modifica les dades a Wikidata |
|        | l'Aigüeta             | la Bisbal d'Empordà | nucli de població |         | 41° 57′ 53″ N, 3° 02′ 04″ E / 41.96472°N,3.03443°E 33 msnm          |           |                     | Modifica les dades a Wikidata |

## pont
| imatge | Nom                        | Ubicat a            | instància de | Detalls                     | coordenades                                                                               | Protecció                                  | Commons (més fotos)             | Dades a WD                    |
| ------ | -------------------------- | ------------------- | ------------ | --------------------------- | ----------------------------------------------------------------------------------------- | ------------------------------------------ | ------------------------------- | ----------------------------- |
|        | Pont Vell                  | la Bisbal d'Empordà | pont         | Estil: arquitectura popular | 41° 57′ 37″ N, 3° 02′ 14″ E / 41.9602°N,3.0371°E ca:Carrer del Pont / Carrer de Cavallers | bé cultural d'interès local                | Pont Vell (la Bisbal d'Empordà) | Modifica les dades a Wikidata |
|        | Pont de Dalt               | la Bisbal d'Empordà | pont         | Estil: arquitectura popular |                                                                                           | bé integrant del patrimoni cultural català |                                 | Modifica les dades a Wikidata |
|        | Pont de la riera del Vilar | la Bisbal d'Empordà | pont         | Estil: arquitectura popular |                                                                                           | bé integrant del patrimoni cultural català |                                 | Modifica les dades a Wikidata |
|        | Pont del Vilar             | la Bisbal d'Empordà | pont         |                             | 41° 55′ 26″ N, 3° 01′ 18″ E / 41.9238260586623°N,3.02153978877228°E                       |                                            |                                 | Modifica les dades a Wikidata |
|        | Pont dels Tres Ulls        | la Bisbal d'Empordà | pont         |                             | 41° 54′ 26″ N, 3° 02′ 11″ E / 41.9071687426927°N,3.03637662194545°E                       |                                            |                                 | Modifica les dades a Wikidata |

## Misc
| imatge | Nom                                        | Ubicat a                                                                              | instància de        | Detalls                                 | coordenades                                                                     | Protecció                                  | Commons (més fotos)                        | Dades a WD                    |
| ------ | ------------------------------------------ | ------------------------------------------------------------------------------------- | ------------------- | --------------------------------------- | ------------------------------------------------------------------------------- | ------------------------------------------ | ------------------------------------------ | ----------------------------- |
|        | Coll de la Ganga                           | Cruïlles, Monells i Sant Sadurní de l'Heura la Bisbal d'Empordà Calonge i Sant Antoni | collada             |                                         | 41° 53′ 56″ N, 3° 03′ 14″ E / 41.89879631193626°N,3.053978179907536°E           |                                            |                                            | Modifica les dades a Wikidata |
|        | Convent de Sant Sebastià                   | la Bisbal d'Empordà                                                                   | convent             | Estil: arquitectura gòtica              | 41° 57′ 05″ N, 3° 02′ 17″ E / 41.9513°N,3.03818°E                               | bé cultural d'interès local                | Convent de Sant Sebastià de La Bisbal      | Modifica les dades a Wikidata |
|        | Escola Empordanet                          | la Bisbal d'Empordà                                                                   | edifici escolar     |                                         | 41° 57′ 05″ N, 3° 02′ 05″ E / 41.95131994679697°N,3.034651279449463°E           |                                            |                                            | Modifica les dades a Wikidata |
|        | Estació d'autobusos de la Bisbal d'Empordà | la Bisbal d'Empordà                                                                   | estació d'autobusos |                                         | 41° 57′ 46″ N, 3° 02′ 03″ E / 41.96266931349675°N,3.034189939498902°E           |                                            |                                            | Modifica les dades a Wikidata |
|        | Les Voltes d'en Galí                       | la Bisbal d'Empordà                                                                   | porxe               | Estil: neoclassicisme                   | 41° 57′ 36″ N, 3° 02′ 21″ E / 41.96°N,3.03915°E                                 | bé cultural d'interès local                | Les Voltes d'en Galí (la Bisbal d'Empordà) | Modifica les dades a Wikidata |
|        | Polígon industrial L'Aigüeta               | la Bisbal d'Empordà                                                                   | polígon industrial  |                                         | 41° 58′ 13″ N, 3° 01′ 55″ E / 41.9702173745608°N,3.03206759535046°E             |                                            |                                            | Modifica les dades a Wikidata |
|        | Rectoria                                   | la Bisbal d'Empordà                                                                   | rectoria            | Estil: gòtic tardà arquitectura popular | 41° 57′ 33″ N, 3° 02′ 17″ E / 41.9592°N,3.038°E ca:Santa Maria del Puig, 20     | bé cultural d'interès local                | Rectoria (la Bisbal d'Empordà)             | Modifica les dades a Wikidata |
|        | Terracotta Museu                           | la Bisbal d'Empordà                                                                   | museu               | 1991 Superfície: 6000m²                 | 41° 57′ 36″ N, 3° 02′ 26″ E / 41.96°N,3.040556111111111°E                       |                                            | Terracotta Museu                           | Modifica les dades a Wikidata |
|        | Torre Maria                                | la Bisbal d'Empordà                                                                   | torre               | Estil: noucentisme                      | 41° 57′ 45″ N, 3° 02′ 09″ E / 41.9625°N,3.03579°E ca:Carrer de l'Aigüeta, 17-21 | bé integrant del patrimoni cultural català | Torre Maria (la Bisbal d'Empordà)          | Modifica les dades a Wikidata |
|        | carrer de Baix de Castell d'Empordà        | Castell d'Empordà                                                                     | carrer              | Estil: arquitectura popular             | 41° 58′ 43″ N, 3° 02′ 39″ E / 41.978611°N,3.044167°E 66 msnm                    | bé integrant del patrimoni cultural català | Carrer de Baix de Castell d'Empordà        | Modifica les dades a Wikidata |
|        | casa consistorial de la Bisbal d'Empordà   | la Bisbal d'Empordà                                                                   | casa consistorial   |                                         | 41° 57′ 32″ N, 3° 02′ 16″ E / 41.9590133°N,3.0377674°E                          |                                            |                                            | Modifica les dades a Wikidata |
|        | cementiri de la Bisbal d'Empordà           | la Bisbal d'Empordà                                                                   | cementiri           |                                         |                                                                                 |                                            |                                            | Modifica les dades a Wikidata |
|        | serra dels Perduts                         | la Bisbal d'Empordà                                                                   | serra               | Llarg: 2km                              | 41° 54′ 55″ N, 3° 01′ 59″ E / 41.91519444°N,3.03293056°E 246 msnm               |                                            |                                            | Modifica les dades a Wikidata |
|        | sitja de la Bisbal d'Empordà               | la Bisbal d'Empordà                                                                   | sitja               | Estil: Tipo D 1958 Superfície: 371m²    | 41° 57′ 12″ N, 3° 02′ 08″ E / 41.95338888888889°N,3.0355833333333333°E          |                                            |                                            | Modifica les dades a Wikidata |